# كارلوس فيرنر
كارلوس فيرنر (بالألمانية: Carlos Werner) (و. 1921 – 2016 م) هو ممثل، من ألمانيا، توفي في أفولترون أم ألبيس، عن عمر يناهز 95 عاماً.

## وصلات خارجية
- كارلوس فيرنر على موقع IMDb (الإنجليزية)
- كارلوس فيرنر على موقع قاعدة بيانات الفيلم (الإنجليزية)
- كارلوس فيرنر على موقع كينوبويسك (الروسية)